# Alberto Requena
Alberto Requena Crespo (La Paz, 1898 - ?) fue un jugador de fútbol boliviano de principios del siglo XX.

## Biografía[1]
Nació en la ciudad de La Paz, Bolivia, a finales del siglo XIX. Estudió en el Colegio San Simón de su ciudad natal, posteriormente realizó el servicio militar y una vez finalizado este, junto con 12 jóvenes de la misma ciudad, varios de ellos compañeros de colegio, se reunieron en su casa, ubicada en la esquina de las calles Juan de la Riva y Buenaventura Bueno, para fundar el Strong Foot Ball Club el 8 de abril de 1908.
Conformó también parte de la primera mesa directiva del Club como vocal, y fue parte del primer equipo en la posición de arquero entre 1908 y 1917, por lo que es considerado el primer arquero de la historia del Club The Strongest. 
En este periodo ganó el primer torneo organizado en Bolivia en 1911, el primer torneo organizado por La Paz Football Association, el primer TriCampeonato de la historia del fútbol boliviano al ganar tres torneos consecutivos entre 1915 y 1916, así como el primer Campeonato logrado de manera invicta por un equipo boliviano al ganar el torneo de la LPFA de 1914.
En 1918 se suspenderían los torneos de fútbol en la ciudad de La Paz y al regresar la normalidad en 1922, Requena ya no volvería a practicar el foot ball aunque si seguiría colaborando con las distintas mesas directivas del Club, siendo condecorado por este durante las bodas de oro de la institución en 1958.
No existen datos sobre el lugar y la fecha de su fallecimiento, aunque se presume que fue en La Paz después de 1958 y antes de 1983.
Fue hermano de parte de madre de Humberto Ramírez Crespo, el "Chino", líder de la primera barra organizada de The Strongest denominada "La Murga", y fue tío del popular Raúl Ernesto Riveros González, el "Chupita", considerado el "Hincha Nº 1" del Club The Strongest y líder de la barra "Los Divinos de la Sur" en los años 60.
Su madre, doña Victoria de Requena Crespo, elaboró la primera camiseta que usó el primer equipo en 1908.